# 三合土
三合土是指以三種或以上材料混合而成的建築用土壤。一般指一些傳統的混合建築用土如夯土、敲土等。常见的组成有石灰、粘土和细砂，其实际配比视泥土的含沙量而定。经分层夯实，具有一定强度和耐水性，多用于建筑物的基础或路面垫层。
最新研究表明，三合土的机械性能在加速碳化后有较大提高。在15%石灰含量，碳化24小时后，抗压强度增加了140%以上。这是由于碳化石灰后生成的碳酸钙能填充三合土中的空隙，增加其致密性，从而提高机械性能。